# Останній лист від твого коханого
«Останній лист від твого коханого» (англ. The Last Letter from Your Lover) — британська мелодрама 2021 року, знята Августін Фріззелл за сценарієм Ніка Пейна та Ести Сполдінг, адаптованим з однойменного роману Джоджо Моєс. Головні ролі виконали: Фелісіті Джонс, Каллум Тернер, Джо Алвін, Набхан Різван і Шейлін Вудлі.
У фільмі показана Історія про те, як випадкова знахідка — старий лист — з'єднала долі жінок з різних епох: традиційної домогосподарки 1960-х Дженніфер Стерлінґ та сучасної, динамічної журналістки Еллі Гаворт.
«Останній лист від твого коханого» дебютував на Netflix в деяких країнах 23 липня 2021 року, а у Великій Британії її представила StudioCanal 6 серпня того ж року.

## Сюжет
Англія 1960 року. Дженніфер Стерлінґ приходить до тями на лікарняному ліжку після страшної автомобільної катастрофи. Вона не може згадати ні обставин аварії, ні свого багатого чоловіка, ні навіть те, як її звуть. Навколишній світ був чужим для неї до тих пір, поки вона не натрапила на листи, адресовані їй і підписані просто буквою "Б". Їх автор зізнавався Дженніфер в коханні й благав її піти від чоловіка. 
Уже у XXI столітті Еллі Гаворт, молода репортерка, яка нещодавно розлучилася зі своїм хлопцем, пише статтю про нещодавно померлого редактора своєї газети. Залучившись допомогою архіваріуса Рорі для отримання доступу до архіву редактора, вона знаходить загублений любовний лист до когось на ім'я «Дж» від «Бута». Зворушена пристрасними почуттями між загадковою парою, Еллі вирішує з'ясувати хто вони і як розгорталася історія їхнього кохання.
У минулому Дженніфер та її чоловік Лоуренс їдуть у відпустку на Лазурний берег Франції. Іноземний кореспондент Ентоні О'Хара приїжджає, щоб взяти інтерв'ю у Лоуренса про його успіх у бізнесі. На вечірці Лоуренс зверхньо ставиться і до Дженніфер, і до Ентоні. Згодом п'яний Ентоні скаржиться на жахливу компанію іншому гостю, якого випадково підслуховує Дженніфер.
Наступного ранку Ентоні повертається з письмовими вибаченнями, якого Дженніфер змушує прочитати їх вголос. Наступного дня він запрошує Стерлінґів до ресторану, але Лоуренса раптово викликають у відрядження, і вони проводять літо вдвох до його повернення. Вони починають писати один одному листи під псевдонімами «Дж» і «Бут» (або «Б»). Обидва не реагують на зростаючу пристрасть, допоки Дженніфер імпульсивно не намагається його поцілувати. Коли він відсторонюється, вона тікає. Через декілька днів Ентоні надсилає їй листа, в якому пропонує зустрітися в Постменз-парку в Лондоні.
Вони починають бурхливий роман, проводячи час разом. Зрештою, він пропонує їй втекти з ним до Нью-Йорка. Дженніфер не наважується поїхати, бо боїться стати вигнанкою в очах сім'ї та друзів. Ентоні пише, що чекатиме на неї на вокзалі в ніч свого від'їзду, і Дженніфер вирішує поїхати до нього. Перед самим приїздом вона потрапляє в автокатастрофу, внаслідок якої отримує удар по голові, що спричиняє часткову амнезію. Ентоні їде до Нью-Йорка, вважаючи, що Дженніфер його покинула.
Через пів року після автокатастрофи Лоуренс ховає останній лист, який Дженніфер отримала від Ентоні, сподіваючись, що вона не пам'ятає про їх роман. Вона починає знаходити кілька любовних листів від «Бута», схованих у її будинку, що приводить її до поштової скриньки на своє ім'я, яку Лоуренс закрив. Дженніфер прямо запитує в Лоуренса, і він каже, що Ентоні загинув в аварії.
Чотири роки потому Дженніфер зустрічає Ентоні, що повертає її спогади про час, проведений разом. Він знову вмовляє її втекти з ним, але вона відмовляється через свою дворічну доньку. Розлючена на Лоуренса за його брехню, Дженніфер каже, що залишиться з ним лише через їхню доньку, але клянеться піти, якщо він буде погано з нею поводитися. Своєю чергою, Лоуренс погрожує зруйнувати репутацію Дженніфер і отримати одноосібну опіку над їхньою донькою, оскільки в суді вона буде сприйматися лише як зрадниця. Це підштовхує Дженніфер втекти з донькою до Ентоні.
Дізнавшись, що він виїхав з готелю, вона поспішає до нього на роботу, але редактор повідомляє, що Ентоні вже поїхав. Змушена повернутися до Лоуренса, Дженніфер віддає редактору пакунок любовних листів, щоб він передав їх Ентоні, якщо вони отримають від нього звістку. 
У теперішній час Еллі та Рорі зближуються, відкриваючи все більше любовних листів. Провівши ніч з Рорі, Еллі віддаляється від нього. Вона дізнається, що Дженніфер і Ентоні все ще живі, і говорить з кожним з них. Почувши їх жаль і біль за втраченим романом, Еллі вирішує відновити стосунки з Рорі, воліючи дати роману ще один шанс. Еллі переконує Ентоні написати Дженніфер останнього листа, в якому він просить її ще раз зустрітися з ним у Постменз-парку. Еллі та Рорі здалека спостерігають за возз'єднанням двох закоханих.

## У ролях
| Актор          | Роль                          |
| -------------- | ----------------------------- |
| Фелісіті Джонс | Еллі Гаворт                   |
| Каллум Тернер  | Ентоні О'Хара                 |
| Бен Кросс      | Ентоні О'Хара в старості      |
| Джо Алвін      | Лоуренс Стерлінґ              |
| Шейлін Вудлі   | Дженніфер Стерлінґ            |
| Діана Кент     | Дженніфер Стерлінґ в старості |
| Набхан Різван  | Рорі Маккаллан                |
| Шуті Ґатва     | Нік                           |
| Емма Епплтон   | Ханна                         |

## Виробництво
Режисеркою фільму було обрано Августін Фріззелл у серпні 2019 року. Згідно з офіційним анонсом, зйомки фільму стартували 14 жовтня 2019 року на острові Майорка. Фелісіті Джонс і Шейлін Вудлі були затверджені на головні ролі та долучилися до проекту як виконавчі продюсери. Зйомки фільму було завершено 15 грудня 2019 року, тривалість зйомочного процесу склала 45 днів.

## Реліз
У жовтні 2019 року компанія Netflix придбала права на ексклюзивну дистрибуцію фільму на території США та низки інших країн. Прем'єра фільму на платформі Netflix у деяких країнах відбулася 23 липня 2021 року. Офіційний реліз фільму на території Великої Британії та Ірландії відбувся 6 серпня 2021 року.

## Оцінки критиків
За даними веб-сайту Rotten Tomatoes, фільм отримав рейтинг 55% на основі 71 огляду критиків, при середній оцінці 5,6 бала з 10. На платформі Metacritic фільм отримав середній бал 57 зі 100 на основі відгуків 19 кінокритиків, що відповідає категорії «змішані або середні рецензії».